# ثقافة سعودية

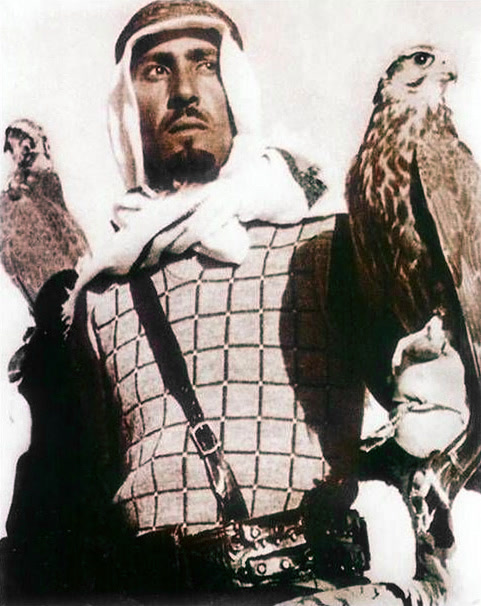
الملك عبد الله بن عبد العزيز يمارس هواية تربية الصقور.

ثقافة المملكة العربية السعودية تتأثر الثقافة السعودية بالحضارة العربية والإسلامية بشكل كبير وذلك عبر عدة قرون سابقة، كما يتميز المجتمع في السعودية بمحافظته على الدين والعادات ومفهوم العائلة.
تتميز الثقافة السعودية بغنى عناصرها من تراث مادي وإنساني، وتقاليد وتطور حضاري عمراني، مع النمو المستمر في الفنون البصرية والموسيقية والأدائية، وتماشي ذلك جنبا إلى جنب مع حركات الإنتاج الفني النشر والتأليف الأدبي والفكري. وتتزايد في السعودية أعداد المكتبات العامة والمتاحف، والمناسبات الثقافية التي تعنى بإبراز هذا الجانب من السعودية. يلاحظ في السنوات الأخيرة دخول التطوير على ثقافتها المتمثلة في اللباس والفنون والعادات لجعلها مواكبة للعصر، إلا أن المملكة كما حرصت على تطوير التراث والثقافة فإنها حرصت على المحافظة عليهما، لذلك أنشئت عدة مؤسسات وهيئات تسخر جهودها في ذلك،  كما أجرت تغييرات كبيرة في عدد من المجالات ومنها المجال الثقافي، بما يتوافق مع رسالة منظمة الأمم المتحدة للتربية والثقافة والعلوم "اليونسكو" التي تعد المملكة عضوًا مؤسسًا فيها، وعضوا في مجلسها التنفيذي المنتخب في نوفمبر 2019.

## اللغة
اللغة العربية هي اللغة الرسمية في المملكة العربية السعودية، تكتب بنفس الطريقة التي نزل بها «القرآن الكريم»، وتنطق بعدة لهجات فلكل منطقة سعودية لهجة تختص بساكنيها حسب الموقع الجغرافي، وفي البلاد العربية والخليجية يطلق على جميعها «اللهجة السعودية».

## الحياة الاجتماعية
يعيش المجتمع السعودي ضمن دائرة العادات والتقاليد التي تأصلت فيه بفعل ثقافة الجزيرة العربية والثقافة الإسلامية، إلا أن مناطق المملكة تختلف عن بعضها في عادات الملبس والمأكل واللهجات والأهازيج وحتى في تقاليد الزواج، وتعتبر العائلة في السعودية هي المؤسسة الاجتماعية الأهم، فتكون الروابط متينة بين أفرادها ويرسخ بينهم مفهوم الطاعة وتبادل الاحترام.
مراسم الزواج:
- الخطوبة: يغلب على هذه الخطوة في السعودية وجود واسطة من أهل العريس، كالأم أو الأخت لاختيار الفتاة والموافقة عليها وطلبها رسميًا من والدها أو من ينوب عنه، ويكون هنالك مايمسى ب”النظرة الشرعية” وهي رؤية العريس للعروس.
- الملكة “عقد القران”: يتم في هذه الخطوة كتابة عقد الزواج وتقديم المهر “مبلغ مادي للعروس ويختلف حسب عادات أهل المنطقة إذ يكون متوسطه 50,000 ريال سعودي”، والإتفاق على تفاصيل الزفاف كاملة، ويصبحا زوجين رسميين بذلك، حيث يمكن للعروس مكالمة العريس هاتفيًا أو لقائه.
- ليلة الحناء “الغُمْرَة”: توجد في بعض مناطق السعودية،[3] وتكون قبل الزفاف بأيام تحتفل العروس فيها مع الأهل والأصدقاء، وترتدي الزي التقليدي بهذه المناسبة وتنقش يدها بالحناء، وترتدي الحلي والمجوهرات.
- حفل الزفاف: أصبح الزفاف مؤخرًا في السعودية عصريًا، لايخضع لقاعدة التقاليد، والعروس من تختار أغلب تفاصيله كتنسيق قاعة الاحتفال وموسيقى الزفة وباقات الورد وعشاء الضيوف.[5]